# Siroki Nyírjes-tó Természetvédelmi Terület
A Siroki Nyírjes-tó országos jelentőségű, természetvédelem alatt álló mohaláp Sirok község külterületén. 1957-ben fedezték fel, s még abban az évben megkezdődött a tudományos kutatása, melynek eredményeként 1961-ben védetté nyilvánították. A mintegy 22 hektáros területű Nyírjes-tó természetvédelmi területhez tőzegmohalápos és fűzlápos élőhelyek is tartoznak, 

## Leírása
A mátrai Darnó-hegy északkeleti lejtőjének egy lefolyástalan medencéjében, riolittufa alapkőzeten képződött, északkelet-délnyugat irányban megnyúlt láptó egy cseres-tölgyes erdőségben jött létre. Máthé Imre és Kovács Margit fedezte fel, megállapításaik szerint a terület az átmeneti tőzegmohalápok jellemzőit viseli magán. Az uralkodó tőzegmoha-fajok a talaj savanyúságával szemben kevésbé igényes fajok közül kerülnek ki – mint a Sphagnum palustre és a Sphagnum recurvum –, de a mohákon felül a tőzegképződésben a nádnak és a sásnak is nagy szerepe volt.
Előfordul még a területen további négy tőzegmohafaj, a Sphagnum fimbriatum, a S. magellanicum, a S. squarrosum és a S. subsecendum. Jellemző növényfajok még az erdei káka, a vízi harmatkáka, a hamvas fűz, a csigolyafűz, a sárga nőszirom, a dárdás nádtippan és a réti füzény. Jellegzetes lápi növények a területen a védett molyhos nyír és a hüvelyes gyapjúsás; botanikai kuriózumot jelent az itt előforduló növényfajok közül a gyapjasmagvú sás és a kereklevelű harmatfű.
Felfedezése óta a tó és közvetlen környékének botanikai állapota sokat romlott, a nád és a nádtippan az 1958-ban készített vegetációtérképhez képest sok területet hódított el a jóval értékesebb átmeneti lápkomplexum rovására.
A tó állatvilágát még nem tárták fel teljes körűen, bár gazdag csiga- és kagylófaunája van, azonosították számos olyan, már kihalt csigafajt is, amelyek korábbi földtörténeti korokban éltek itt. A magasabb rendű állatfajok közül a területnek sajátos állatfaja nincs, az itt előforduló rovarok és gerinces fajok javarészt a környező tölgyes erdőkből származnak. A tóparti nyírek jellemző rovarfaja a nyír csücsköslepke, a fűzfákon pedig kis színjátszólepke él. A terület lepkefaunájából a Vörös Könyvben is szereplő fajok a nappali pávaszem, a kardoslepke és a fecskefarkú lepke.

## Megközelítése
A tengerszint fölött 280 méteres magasságban fekvő természetvédelmi terület könnyen elérhető a Sirok községen áthaladó kék turistajelzésről, ahonnan a természetvédelmi tábla mellett kezdődő, kék + jelzésű ösvényen kell letérni, és a főúttól körülbelül 1 kilométernyi sétával juthatunk el a tóhoz. Gyalogosan szabadon látogatható, de a látogatást megelőzően célszerű egyeztetni a Bükki Nemzeti Park Igazgatósággal, mint a terület természetvédelmi kezelőjével.